# کتیز ولی (کالیفرنیا)
کتیز ولی (به انگلیسی: Catheys Valley) یک منطقهٔ مسکونی در ایالات متحده آمریکا است که در شهرستان ماریپوزا، کالیفرنیا واقع شده‌است. کتیز ولی ۶۰٫۷۷۰ کیلومتر مربع مساحت و ۸۲۵ نفر جمعیت دارد و ۴۰۴ متر بالاتر از سطح دریا واقع شده‌است.